# Yvette d'Entremont
Yvette d'Entremont, également connue sous le surnom de SciBabe, est une conférencière et une vlogeuse américaine. Ancienne chimiste, elle a œuvré en chimie analytique, en forensique et en toxicologie. Par l'entremise de son blogue, SciBabe, elle s'emploie à « éliminer la désinformation dans les domaines de la science, l'alimentation et la nutrition ». Elle vise également à corriger les faussetés propagées par les adeptes de la Médecine non conventionnelle, du mouvement anti-vaccination et des opposants aux aliments génétiquement modifiés.

## Biographie
D'Entremont est née à Newburyport (Massachusetts). Elle a grandi au New Hampshire et habite maintenant Oakland, en Californie. Elle détient des licences en chimie et en théâtre, de même qu'une maîtrise en forensique. Elle a obtenu un diplôme du Emmanuel College cum laude et avec distinction dans son domaine,,,.
D'Entremont souffre d'un syndrome d'Ehlers-Danlos. Pendant une période de huit mois où elle souffrait de ce qu'elle a décrit comme « le pire mal de tête de ma vie », elle a essayé sans succès divers remèdes et régimes différents, incluant le véganisme et l'alimentation biologique. Un diagnostic correct lui a finalement permis de recevoir les médicaments appropriés et d'améliorer son état,,. D'Entremont souffre également de la maladie cœliaque, une maladie auto-immune associée à la consommation de gluten. Ces expériences l'ont motivée à devenir une blogueuse qui s'en prend aux mythes véhiculés au sujet de divers régimes.
D'Entremont a travaillé en chimie analytique pour Global System Technologies (un fournisseur du département de la Sécurité intérieure), Calloway Labs et Amvac Chemical Corps. Elle a été professeure associée à l'Emmanuel College.

## Vulgarisation scientifique
D'Entremont a commencé sa carrière de vlogueuse en 2014. Étant influencée par l'émission de télévision de Penn et Teller, elle utilise un humour sarcastique pour faire passer ses messages. Un article de Gawker de 2015 sur ses efforts pour discréditer les théories sur l'alimentation de la personnalité publique Vani Hari a fait connaître son travail à un plus grand public,. D'Entremont a choisi le surnom Science Babe en opposition à Vani Hari, dont le surnom est Food Babe, puis l'a contracté en SciBabe lorsqu'elle a découvert qu'il était déjà utilisé par Deborah Berebichez, qui fait aussi de la vulgarisation scientifique. D'Entremont estime qu'un surnom sympathique et sexy aide ses efforts à informer le public.
Des communicateurs scientifiques d'expérience ont souligné que des vulgarisateurs comme d'Entremont jouent un rôle important auprès du public, présentant de l'information dans un format accessible et attrayant. Pamela Ronald, une biologiste à l'université de Californie à Davis, applaudit son humour.
D'Entremont a testé des produits homéopathiques à plusieurs reprises, dans le but de démontrer leur inefficacité, ou la nature trompeuse de leur mise en marché. Elle a notamment bu six bouteilles d'un produit homéopathique contre la constipation, dont le seul effet fut d'élever le taux d'alcool dans son sang bien au-delà de la limite de sécurité pour la conduite automobile, ce produit étant composé de 20 % d'alcool (et 80 % d'eau). Dans le cadre d'une autre démonstration, d'Entremont a avalé 50 comprimés homéopathiques vendus comme somnifères, sans aucun résultat.
D'Entremont a écrit pour The Outline et le magazine Self. Avec Alice Vaughn, elle co-anime le podcast Two Girls One Mic: The Porncast, qui inclut leurs commentaires humoristiques à propos de productions pornographiques. Après trois épisodes, le podcast a été inclus dans le top 20 iTunes dans la catégorie comédie,.

## Conférences
- Science Babe's Guide to BS Detection au congrès annuel de American Atheists à Memphis (Tennessee) 5 avril 2015[18].
- BS Detection and the Fall of the Food Babe au Center for Inquiry, Los Angeles, 19 avril 2015[19]. Quatre jours plus tard, d'Entremont faisait la première page du Los Angeles Times[4].
- The Business of Being a Guru au congrès annuel de American Atheists, Charleston (Caroline du Sud), le 19 août 2017[20]. Également offerte à LogiCal–LA 2018 à Los Angeles, le 10 février 2018[21].
- SciBabe's Guide to Surviving Fake News au congrès annuel de American Atheists à Oklahoma City (31 mars et 1er avril 2018)[22]. Également présentée à la communauté athée de San José le 21 mars 2018[23] et à la conférence sur la sécurité informatique Countermeasures, à Ottawa (1-2 novembre 2018)[24].